# لجنة الأمن القومي لجمهورية كازاخستان
لجنة الأمن القومي لجمهورية قزخستان (NSC)، هي وكالة المخابرات في قزخستان. تأسست اللجنة في 13 يوليو 1992.

## تاريخ اللجنة
تأسست لجنة الأمن القومي بموجب القانون الذي مرره البرلمان في يوليو 1992 والذي يصرح بتأسيس وكالة خلفاً للمخابرات السوفيتية، جهاز الأمن الوطني القديم السوفيتي. في البداية، ورثت اللجنة معظم الموظفين الذي عينتهم المخابرات السوفيتية في قزخستان، وكان يترأسه بولات باينكوف، الذي كان يعمل في المخابرات السوڤيتية لأكثر من عشرين عاماً. تميزت سنواته الأولى بالتعاون الوثيق مع روسيا حول قضايا الأمن الحدودي ومكافحة التجسس ضد الجواسيس الأجانب المزعومين. في ديسمبر 1995، تم تعديل سلطات اللجنة الأمن القومي بموجب مرسوم رئاسي جديد.
في نوفمبر 2008، نشر الصحفي رمضان يسركيوف مقالاً بعنوان «من يحكم البلاد: الرئيس أم لجنة الأمن القومي؟» ويحتوي المقال على مراسلات خاصة للجنة الأمن القومي والتي أُدرجت لاحقاً كوثائق سرية، مما أدى للقبض عليه عام 2009 وإدانته بتهم أمنية. أدت القضية إلى شجب محلي ودولي.
في يناير 2010، قام الرئيس القزخستاني نور سلطان ناظرباييف بتعيين ابن أخيه صمد أبيش رئيساً للجنة الأمن الأمن القومي للموارد الإنسانية؛ وادعى المشرع القانوني المعارض سريكبولسين عابد الدين من الحزب الشيوعي القزخستاني بأن هذا القرار يظهر بأن ناظرباييف يعتبر الولاء الشخصي أكثر أهمية من المهارات في المناصب الحكومية.

## القوات
تتضمن لجنة الأمن القومي وحدة كوماندوز الأريستان (الأسود).